# Kate McCullough
Kate McCullough ist eine irische Kamerafrau.

## Leben
Die in Irland geborene Kate McCullough fühlte sich schon in jungen Jahren zu Filmkameras hingezogen. Vor Abschluss ihres Studiums an der Staatlichen Hochschule für Film, Fernsehen und Theater Łódź drehte McCullough bereits den irischen Blockbuster His and Hers. Der Film gewann 2010 den World Cinema Cinematography for Documentary Award beim Sundance Film Festival.
Fortan konzentrierte sie sich vornehmlich auf Dokumentarfilme und fungierte als Kamerafrau bei Here Was Cuba von John Murray und Emer Reynolds von 2013, dem durchweg positiv von der Kritik aufgenommenen Dokumentarfilm It’s Not Yet Dark von Frankie Fenton von 2016, dem Dokumentarkurzfilm Kevin Roche – Der stille Architekt von Mark Noonan von 2017 und Cocooned von Ken Wardrop von 2021.
McCullough arbeitete in dieser Zeit auch für Fernsehserien, so bei sechs Folgen von Can’t Cope, Won’t Cope im Jahr 2018 und bei ebenfalls sechs Folgen von Normal People von 2020. Zu ihren wenigen Spielfilmen gehören Snap von Carmel Winters von 2010, der als irischer Beitrag für die Oscarverleihung 2021 in der Kategorie Bester Internationaler Film eingereichte Arracht von Tom Sullivan und The Quiet Girl von Colm Bairéad, der im Februar 2022 im Rahmen der Filmfestspiele in Berlin seine Premiere feiern soll.
Im Jahr 2017 wurde McCullough von The Hollywood Reporter zu einem der zehn Irish Rising Stars to Watch und im Jahr 2020 zum Screen International Star of Tomorrow bestimmt. McCullough ist Mitglied der Irish Society of Cinematographers und von Illuminatrix.
Ende Juni 2023 wurde McCullough Mitglied der Academy of Motion Picture Arts and Sciences und im Mai 2024 Mitglied der European Film Academy.

## Filmografie
- 2003: Fishtale (Kurzfilm)
- 2004: Ouch! (Kurzfilm)
- 2005: Hibernation (Kurzfilm)
- 2006: Bongo Bong (Kurzfilm)
- 2007: Toraíocht Taisce (Fernsehserie)
- 2009: His & Hers (Dokumentarfilm)
- 2010: Voices from the Grave (Dokumentarfilm)
- 2010: Snap
- 2011: Nuala: A Life and Death (Dokumentarfilm)
- 2012: An oíche a gineadh m’athair (Dokumentarfilm)
- 2013: Here Was Cuba (Dokumentarfilm)
- 2014: Somebody to Love (Dokumentarfilm)
- 2015: The Queen of Ireland (Dokumentarfilm)
- 2015: Mom and Me (Dokumentarfilm)
- 2015: Blodssystrar (Dokumentarfilm)
- 2016: It’s Not Yet Dark (Dokumentarfilm)
- 2017: Kevin Roche – Der stille Architekt (Dokumentarkurzfilm)
- 2017: Jaha’s Promise (Dokumentarfilm)
- 2017: The Farthest (Dokumentarfilm)
- 2018: Blood (Fernsehserie, 6 Folgen)
- 2018: Can’t Cope, Won’t Cope (Fernsehserie, 6 Folgen)
- 2018: Citizen Lane (Dokumentarfilm)
- 2018: I, Dolours (Dokumentarfilm)
- 2019: Arracht
- 2020: Songs for While I’m Away (Dokumentarfilm)
- 2020: Normal People (Fernsehserie, 6 Folgen)
- 2021: Cocooned (Dokumentarfilm)
- 2022: The Quiet Girl (An Cailín Ciúin)
- 2023: Die unwahrscheinliche Pilgerreise des Harold Fry (The Unlikely Pilgrimage of Harold Fry)

## Auszeichnungen
American Society of Cinematographers Award
- 2023: Nominierung für die Beste Kameraarbeit – Spotlight (The Quiet Girl)[15]

Camerimage
- 2018: Nominierung im Feature Documentary Films Competition (I, Dolours)[16]
- 2020: Nominierung für das Beste Kameradebüt (Arracht)[17]

Dublin International Film Festival
- 2010: Auszeichnung mit dem Michael Dwyer Discovery Award[18]

Europäischer Filmpreis
- 2022: Auszeichnung mit dem Excellence Award für die Beste Kamera (The Quiet Girl)[19]

Galway Film Fleadh
- 2016: Auszeichnung als Bester irischer Dokumentarfilm mit dem Feature Film Award (It’s Not Yet Dark)

Irish Film and Television Award
- 2020: Auszeichnung für die Beste Kamera (Arracht)
- 2021: Auszeichnung für die Beste Kamera (Normal People)[20]
- 2022: Auszeichnung für die Beste Kamera (The Quiet Girl)[21]

Sundance Film Festival
- 2010: Auszeichnung mit dem Cinematography Award im World Cinema Documentary Competition (His & Hers)[22]